# Wing, Buckinghamshire
Wing är en ort och civil parish i Storbritannien.   Den ligger i kommunen Buckinghamshire och riksdelen England, i den södra delen av landet, 60 km nordväst om huvudstaden London. Wing ligger 125 meter över havet och antalet invånare är 2 745.
Terrängen runt Wing är platt. Runt Wing är det ganska tätbefolkat, med 192 invånare per kvadratkilometer. Närmaste större samhälle är Milton Keynes, 16,4 km norr om Wing. Trakten runt Wing består till största delen av jordbruksmark.